# Прикубанская культура
Прикубанская культура — археологическая культура (не утверждена), прикубанских меотов, эпохи поздней бронзы.
Термин «прикубанская культура» широко употреблялся с 1951 года, однако позже — в 1980-х гг. В. И. Козенкова привела аргументы, указывающие на сомнительность выделения прикубанской культуры в самостоятельную археологическую культуру.
Дискуссия по вопросу возможности выделения данной археологической культуры продолжается.
Отдельные учёные предпринимают попытки приведения аргументов в пользу самостоятельности данной культуры (В.C. Бочкарев и Н. Г. Ловпаче, А. Л. Пелих, и др.)
К примеру Н. Г. Ловпаче выдвигает версию, что критериям на право называться первым памятником «Прикубанской культуры» соответствует древнее поселение на Гуамской скале (что далеко от «Прикубанья»).
Вопрос о содержании и арсенале понятий «прикубанский очаг» и «прикубанская культура» в настоящее время остаётся на повестке дня.
Сам термин «прикубанская культура» и образованный на его основе «кубанская культура» продолжают широко использоваться, имея под собой скорее географическое содержание.